# Trận chung kết Giải vô địch bóng đá thế giới 1990
Trận chung kết giải vô địch bóng đá thế giới 1990 là trận đấu bóng đá diễn ra ngày 8 tháng 7 năm 1990 tại Olimpico ở thành phố Roma để xác định nhà vô địch của Giải vô địch bóng đá thế giới 1990. Trận đấu được diễn ra vào lúc 20:00 giờ địa phương. Đây là lần thứ hai hai đội gặp nhau trong các trận chung kết World Cup, trong quá khứ Argentina từng thắng Đức 3–2 ở trận chung kết 4 năm về trước.
Đức đã đánh bại Argentina với một bàn thắng duy nhất được ghi do công của Andreas Brehme trên chấm phạt đền ở phút thứ 85 của trận đấu, qua đó trở thành nhà tân vô địch World Cup.

## Đường đến trận chung kết
| Đội tuyển | Tr | T | H | B | Bt | Bb | Hs | Đ |
| --------- | -- | - | - | - | -- | -- | -- | - |
| Tây Đức   | 3  | 2 | 1 | 0 | 10 | 3  | +7 | 5 |
| Nam Tư    | 3  | 2 | 0 | 1 | 6  | 5  | +1 | 4 |
| Colombia  | 3  | 1 | 1 | 1 | 3  | 2  | +1 | 3 |
| UAE       | 3  | 0 | 0 | 3 | 2  | 11 | −9 | 0 |

| Đội tuyển | Tr | T | H | B | Bt | Bb | Hs | Đ |
| --------- | -- | - | - | - | -- | -- | -- | - |
| Cameroon  | 3  | 2 | 0 | 1 | 3  | 5  | −2 | 4 |
| România   | 3  | 1 | 1 | 1 | 4  | 3  | +1 | 3 |
| Argentina | 3  | 1 | 1 | 1 | 3  | 2  | +1 | 3 |
| Liên Xô   | 3  | 1 | 0 | 2 | 4  | 4  | 0  | 2 |

## Chi tiết trận đấu
| Tây Đức            | 1–0      | Argentina |
| ------------------ | -------- | --------- |
| Brehme 85' (ph.đ.) | chi tiết |           |

| Tây Đức | Argentina |

| GK                      | 1  | Bodo Illgner        |     |     |
| SW                      | 5  | Klaus Augenthaler   |     |     |
| CB                      | 6  | Guido Buchwald      |     |     |
| CB                      | 4  | Jürgen Kohler       |     |     |
| RWB                     | 14 | Thomas Berthold     |     | 73' |
| LWB                     | 3  | Andreas Brehme      |     |     |
| CM                      | 8  | Thomas Häßler       |     |     |
| CM                      | 10 | Lothar Matthäus (c) |     |     |
| CM                      | 7  | Pierre Littbarski   |     |     |
| CF                      | 9  | Rudi Völler         | 52' |     |
| CF                      | 18 | Jürgen Klinsmann    |     |     |
| Vào thay người:         |    |                     |     |     |
| GK                      | 12 | Raimond Aumann      |     |     |
| DF                      | 2  | Stefan Reuter       |     | 73' |
| MF                      | 15 | Uwe Bein            |     |     |
| MF                      | 20 | Olaf Thon           |     |     |
| FW                      | 13 | Karl-Heinz Riedle   |     |     |
| Huấn luyện viên trưởng: |    |                     |     |     |
| Franz Beckenbauer       |    |                     |     |     |

| GK                      | 12 | Sergio Goycochea   |        |     |
| SW                      | 20 | Juan Simón         |        |     |
| CB                      | 18 | José Serrizuela    |        |     |
| CB                      | 19 | Oscar Ruggeri      |        | 46' |
| DM                      | 13 | Néstor Lorenzo     |        |     |
| RM                      | 4  | José Basualdo      |        |     |
| CM                      | 7  | Jorge Burruchaga   |        | 53' |
| CM                      | 21 | Pedro Troglio      | 84'    |     |
| LM                      | 17 | Roberto Sensini    |        |     |
| SS                      | 10 | Diego Maradona (c) | 87'    |     |
| CF                      | 9  | Gustavo Dezotti    | 5' 87' |     |
| Vào thay người:         |    |                    |        |     |
| GK                      | 22 | Fabián Cancelarich |        |     |
| DF                      | 5  | Edgardo Bauza      |        |     |
| DF                      | 15 | Pedro Monzón       | 65'    | 46' |
| MF                      | 6  | Gabriel Calderón   |        | 53' |
| FW                      | 3  | Abel Balbo         |        |     |
| Huấn luyện viên trưởng: |    |                    |        |     |
| Carlos Bilardo          |    |                    |        |     |

| Trợ lý trọng tài: Armando Pérez Hoyos (Colombia) Michał Listkiewicz (Ba Lan) | Quy định trận đấu: - 90 phút thi đấu chính thức. - 30 phút hiệp phụ nếu cần thiết. - Trận đấu lại sẽ được tổ chức sau 48 giờ nếu tỉ số vẫn hòa. - 5 cầu thủ dự bị, trong đó được sử dụng 2 người. |